# Хурелхуугійн Болортуяа
Хурелхуугійн Болортуяа (монг. Хүрэлхүүгийн Болортуяаа; нар. 3 травня 1996) — монгольська борчиня вільного стилю, срібна та бронзова призерка чемпіонатів Азії, учасниця Олімпійських ігор.

## Життєпис
У 2011 році стала бронзовою призеркою чемпіонату Азії серед кадетів. Через два роки повторила цей результат на цих же змаганнях. У 2019 році здобула срібну медаль чемпіонату Азії серед молоді.
У травні 2021 року на світовому олімпійському кваліфікаційному турнірі в Софії посіла друге місце, здобувши ліцензію на літні Олімпійські ігри в Токіо. На Олімпіаді Хурелхуугійн Болортуяа перемогла у рівному поєдинку з рахунком 2:2 (за рахунок останньої активної) представницю Індії Сонам Малік, але поступилася у чвертьфіналі представниці Болгарії Тайбе Юсейн з рахунком 0:10. Оскільки болгарська спортсменка не пройшла до фіналу, Хурелхуугійн Болортуяа не змогла взяти учать у втішних сутичках за бронзову нагороду, посівши у підсумку десяте місце.

## Спортивні результати на міжнародних змаганнях

### Виступи на Олімпіадах
| Змагання                    | Збірна   | Вагова категорія          | Місце |
| --------------------------- | -------- | ------------------------- | ----- |
| Літні Олімпійські ігри 2020 | Монголія | жіноча боротьба, до 62 кг | 10    |

### Виступи на Чемпіонатах світу
| Змагання                        | Збірна   | Вагова категорія          | Місце |
| ------------------------------- | -------- | ------------------------- | ----- |
| Чемпіонат світу з боротьби 2018 | Монголія | жіноча боротьба, до 65 кг | 8     |
| Чемпіонат світу з боротьби 2019 | Монголія | жіноча боротьба, до 65 кг | 10    |
| Чемпіонат світу з боротьби 2023 | Монголія | жіноча боротьба, до 59 кг | 7     |

### Виступи на Чемпіонатах Азії
| Змагання                       | Збірна   | Вагова категорія          | Місце  |
| ------------------------------ | -------- | ------------------------- | ------ |
| Чемпіонат Азії з боротьби 2021 | Монголія | жіноча боротьба, до 62 кг | Срібло |
| Чемпіонат Азії з боротьби 2022 | Монголія | жіноча боротьба, до 57 кг | Бронза |
| Чемпіонат Азії з боротьби 2023 | Монголія | жіноча боротьба, до 59 кг | 6      |

### Виступи на інших змаганнях
| Змагання                                                     | Збірна   | Вагова категорія          | Місце  |
| ------------------------------------------------------------ | -------- | ------------------------- | ------ |
| Відкритий чемпіонат Монголії з боротьби 2013                 | Монголія | жіноча боротьба, до 59 кг | Бронза |
| Відкритий чемпіонат Монголії з боротьби 2016                 | Монголія | жіноча боротьба, до 60 кг | Бронза |
| Гран-прі «Іван Яригін» 2018                                  | Монголія | жіноча боротьба, до 62 кг | 10     |
| Відкритий чемпіонат Монголії з боротьби 2018                 | Монголія | жіноча боротьба, до 65 кг | Бронза |
| Турнір Олександра Медведя 2018                               | Монголія | жіноча боротьба, до 65 кг | 5      |
| Гран-прі «Іван Яригін» 2019                                  | Монголія | жіноча боротьба, до 62 кг | 6      |
| Відкритий чемпіонат Монголії з боротьби 2019                 | Монголія | жіноча боротьба, до 65 кг | Срібло |
| Кубок Президента Бурятської Республіки з боротьби 2019       | Монголія | жіноча боротьба, до 68 кг | Срібло |
| Відкритий чемпіонат Польщі з боротьби 2019                   | Монголія | жіноча боротьба, до 65 кг | Золото |
| Гран-прі «Іван Яригін» 2020                                  | Монголія | жіноча боротьба, до 62 кг | Золото |
| Олімпійський кваліфікаційний турнір з боротьби 2020 (Софія)  | Монголія | жіноча боротьба, до 62 кг | Срібло |
| Гран-прі «Іван Яригін» 2022                                  | Монголія | жіноча боротьба, до 57 кг | Бронза |
| Турнір Яшара Догу 2022                                       | Монголія | жіноча боротьба, до 57 кг | Срібло |
| Меморіал Болата Турлиханова 2022                             | Монголія | жіноча боротьба, до 57 кг | 5      |
| Турнір Яшара Догу, Вехбі Емре і Гаміта Каплана 2024          | Монголія | жіноча боротьба, до 59 кг | Срібло |
| Олімпійський кваліфікаційний турнір з боротьби 2024 (Бішкек) | Монголія | жіноча боротьба, до 57 кг | 8      |

### Виступи на змаганнях молодших вікових груп
| Змагання                                      | Збірна   | Вагова категорія          | Місце  |
| --------------------------------------------- | -------- | ------------------------- | ------ |
| Чемпіонат Азії з боротьби серед кадетів 2011  | Монголія | жіноча боротьба, до 56 кг | Бронза |
| Чемпіонат Азії з боротьби серед кадетів 2013  | Монголія | жіноча боротьба, до 56 кг | Бронза |
| Чемпіонат світу з боротьби серед кадетів 2013 | Монголія | жіноча боротьба, до 56 кг | 10     |
| Чемпіонат світу з боротьби серед молоді 2017  | Монголія | жіноча боротьба, до 63 кг | 9      |
| Чемпіонат світу з боротьби серед молоді 2018  | Монголія | жіноча боротьба, до 65 кг | 11     |
| Чемпіонат Азії з боротьби серед молоді 2019   | Монголія | жіноча боротьба, до 65 кг | Срібло |
| Чемпіонат світу з боротьби серед молоді 2019  | Монголія | жіноча боротьба, до 62 кг | 15     |